# Leucobryum acutifolium
Leucobryum acutifolium är en bladmossart som beskrevs av Jules Cardot 1904. Leucobryum acutifolium ingår i släktet Leucobryum och familjen Dicranaceae. Inga underarter finns listade i Catalogue of Life.